# Meridiani Planum

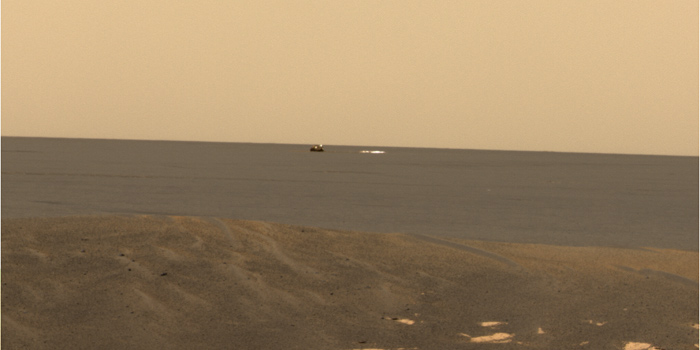
El Mars Exploration Rover Opportunity mira al suroeste a lo largo del Meridiani Planum; en la distancia se observan la carcasa y el paracaídas del vehículo.

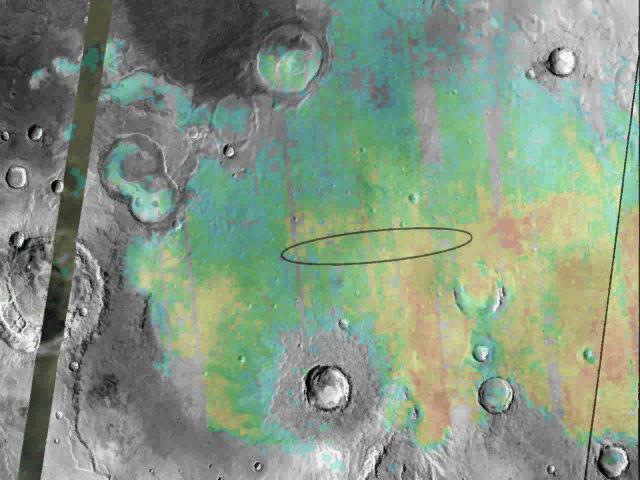
Mapa de los depósitos de hematita de Meridiani Planum hecho desde la órbita, la elipse es el lugar de aterrizaje del Opportunity.

Meridiani Planum (centrado en las coordenadas 0°12′N 357°30′E / 0.2, 357.5) es una llanura que se encuentra 2 grados al sur del ecuador de Marte, en la parte más occidental del Sinus Meridiani. Alberga una rara frecuencia de hematita cristalina gris. En la Tierra, la hematita se suele formar en manantiales de agua caliente o estanques; en consecuencia, muchos científicos creen que la hematita que se encuentra en Meridiani Planum puede indicar antiguos manantiales de agua caliente o que el entorno contuviera agua líquida. La hematita forma parte de una formación de capas de rocas sedimentarias de aproximadamente 200 metros de grosor. Entre otros rasgos destacados, Meridiani Planum contiene basalto volcánico y cráteres producidos por impacto.

## Mars roverOpportunity

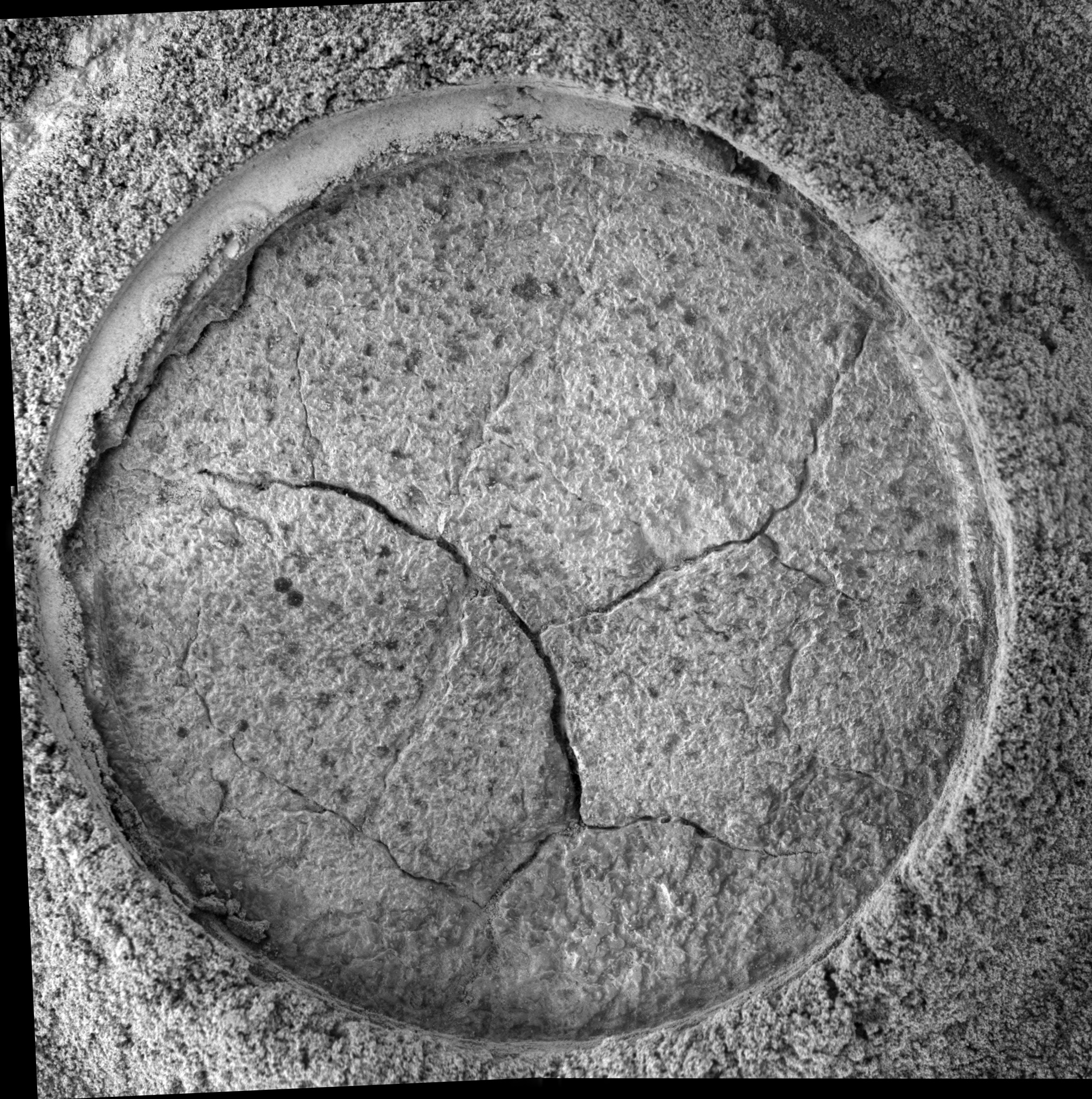
Fragmento de roca expuesto en Meridiani Planum.

En 2004, Meridiani Planum fue el lugar en el que aterrizó el segundo de los dos Mars Exploration Rover de la NASA, llamado Opportunity. Con anterioridad, había sido el lugar previsto para el aterrizaje del Mars Surveyor 2001 Lander, que se canceló tras los fracasos de las misiones Mars Climate Orbiter y Mars Polar Lander.
Los resultados preliminares de Opportunity indican que su lugar de aterrizaje estuvo lleno de agua en estado líquido durante un largo período de tiempo, posiblemente agua de alta salinidad y acidez. 

## Cráteres en Meridiani Planum
- Airy
- Airy-0
- Argo
- Beer
- Eagle
- Endurance
- Erebus
- Mädler
- Victoria
- Vostok